# Afsnitstegn
Afsnitstegn ( ¶ ), sommetider kaldt A linea-tegnet, er et tegn, der traditionelt markerer nyt afsnit. Tegnet er kendt siden middelalderen, men er nu hovedsageligt kendt fra den elektroniske tekstbehandling. I computersammenhæng kan tegnet indkodes med Unicode U+00B6 eller HTML-koden &para;.

## Typografisk brug af tegnet
Tegnet kan bruges ved bearbejdning af en trykt eller håndskrevet kladde. Der hvor tegnet indføjes skal et nyt afsnit begynde. Ved denne brug trykkes tegnet aldrig i det færdige manuskript.
Tidligere markerede ¶-tegnet begyndelsen på en ny tanke, på samme måde som et nyt afsnit gør i dag. Ved denne brug blev tegnet skrevet eller trykt i det endelige manuskript og der blev ikke foretaget tekstombrud. I gamle håndskrifter blev tegnet til tider skrevet med farvet blæk.

## Brug i elektroniske tekstbehandling
I tekstbehandlingssystemer (f.eks. WordPerfect, Word eller OpenOffice Writer) bruges afsnitstegnet til at markere at et nyt afsnit åbnes umiddelbart efter tegnet. Tegnet trykkes aldrig og er kun synligt på skærmen hvis "vis koder" er slået til. Afsnitstegnet indsættes normalt ved brug af Enter-tasten og aldrig ved automatisk tekstombrydning. Således kan man altid skelne mellem tvungne linjeskift og tekstombrydning.

## Andre sprog
På engelsk, nederlandsk og fransk anvendes tegnet § som afsnitstegn. På tysk og svensk anvendes ¶ som på dansk.